# Pistol (Fernsehserie)
Pistol ist eine US-amerikanische Miniserie, die auf den Memoiren Lonely Boy: Tales from a Sex Pistol von Steve Jones basiert. Die Premiere der Miniserie fand am 31. Mai 2022 auf FX on Hulu statt, einem Bereich innerhalb des US-amerikanischen Streamingdienstes Hulu. Im deutschsprachigen Raum erfolgte die Erstveröffentlichung der Miniserie am 28. September 2022 durch Disney+ via Star als Original.

## Handlung
Basierend auf den Memoiren von Gründungsmitglied und Gitarrist Steve Jones erzählt die Miniserie die Geschichte der britischen Band Sex Pistols.

## Besetzung und Synchronisation
Die deutschsprachige Synchronisation entstand nach den Dialogbüchern von Roland Hüve sowie unter der Dialogregie von Luise Charlotte Brings durch die Synchronfirma Splendid Synchron in Köln.

### Hauptdarsteller
| Rolle                 | Schauspieler           | Synchronsprecher   |
| --------------------- | ---------------------- | ------------------ |
| Steve Jones           | Toby Wallace           | Markus J. Bachmann |
| John Lydon            | Anson Boon             | Benedikt Hahn      |
| Paul Cook             | Jacob Slater           | Luca Kämmer        |
| Glen Matlock          | Christian Lees         | Tom Raczko         |
| Sid Vicious           | Louis Partridge        | Felix Strüven      |
| Chrissie Hynde        | Sydney Chandler        | Jana Schölermann   |
| Malcolm McLaren       | Thomas Brodie-Sangster | Lars Walther       |
| Vivienne Westwood     | Talulah Riley          | Corinna Dorenkamp  |
| Pamela „Jordan“ Rooke | Maisie Williams        | Paulina Rümmelein  |
| Nancy Spungen         | Emma Appleton          | Mayke Dähn         |

### Nebendarsteller
| Rolle              | Schauspieler       | Synchronsprecher        |
| ------------------ | ------------------ | ----------------------- |
| Steve Jones (jung) | Toby Woolf         | Tom Cesek               |
| Wally Nightingale  | Dylan Llewellyn    | Patrick Kropp           |
| Nick Kent          | Ferdia Walsh-Peelo | Michael Borgard         |
| Ron Dambagella     | Jay Simpson        | Martin Bross            |
| Tom Cook           | Tony Hirst         | Boris Jacoby            |
| Sylvia Cook        | Dorothy Atkinson   | Christina Puciata       |
| Mary Jones         | Charlotte Randle   | Kordula Leiße           |
| Siouxsie Sioux     | Beth Dillon        | Anna Röser              |
| Helen of Troy      | Francesca Mills    | Lea Fleck               |
| Debbie             | Hannah Galletly    | Esther Brandt           |
| Julien Temple      | Lorne MacFadyen    | Arne Obermeyer          |
| Reginald Bosanquet | Matthew Cottle     | Daniel Werner           |
| Sophie Richmond    | Olivia Emden       | Demet Fey               |
| Boogie             | Rory Alexander     | Louis Friedemann Thiele |
| Joe                | Andrew May-Gohrey  | Johnny Naas             |
| Joe                | Daniel May-Gohrey  | Johnny Naas             |
| Ben                | Frank Hughes       | Julius Langner          |
| Ben                | Otis Hughes        | Julius Langner          |

### Episodendarsteller
| Rolle           | Schauspieler      | Synchronsprecher         |
| --------------- | ----------------- | ------------------------ |
| Roma            | Gemma Page        | Julia von Tettenborn     |
| Pauline         | Bianca Stephens   | Signe Zurmühlen          |
| Francie         | Sade Malone       | Christina Ann Zalamea    |
| Bill Grundy     | Kevin Eldon       | Volker Niederfahrenhorst |
| Bernadette      | Gráinne O’Mahony  | Fabienne Hesse           |
| Jeannie         | Catriona Chandler | Amira Leisner            |
| Julia           | Stacha Hicks      | Petra Glunz-Grosch       |
| Richard Branson | Kai Alexander     | Julian Horeyseck         |

## Rechtsstreitigkeit bezüglich der Musikrechte
Im Jahr 2021, als sich die Miniserie noch in Produktion befand, äußerte sich der Frontmann der Sex Pistols John Lydon kritisch gegenüber des Projektes und bezeichnete dieses als „The most disrespectful shit I’ve ever had to endure“. Seine ehemaligen Bandkollegen Steve Jones und Paul Cook verklagten Lydon, damit die Musik der Sex Pistols trotz seiner Einwände in der Produktion verwendet werden darf. Jones und Cook argumentierten, dass eine Verwendung der Musik innerhalb der Produktion auch ohne die Zustimmung von Lydon stattfinden kann, da eine Vereinbarung aus dem Jahr 1998 einen solchen Verwendungszweck einräumt, wenn die Mehrheit der Bandmitglieder dem zustimmt, und ihnen die Zustimmung durch Glen Matlock und dem Nachlass von Sid Vicious sicher sind. Am 23. August 2021 wurde bekannt, dass Lydon den Rechtsstreit verloren hat.

## Episodenliste
| Nr. | Deutscher Titel                    | Originaltitel                      | Erstveröffentlichung (USA) | Deutschsprachige Erstveröffentlichung (D/A/CH) | Regie       | Drehbuch     |
| --- | ---------------------------------- | ---------------------------------- | -------------------------- | ---------------------------------------------- | ----------- | ------------ |
| 1   | Track 1: Der Tarnumhang            | Track 1: The Cloak of Invisibility | 31. Mai 2022               | 28. Sep. 2022                                  | Danny Boyle | Craig Pearce |
| 2   | Track 2: Rotten                    | Track 2: Rotten                    | 31. Mai 2022               | 28. Sep. 2022                                  | Danny Boyle | Craig Pearce |
| 3   | Track 3: Bodies                    | Track 3: Bodies                    | 31. Mai 2022               | 28. Sep. 2022                                  | Danny Boyle | Craig Pearce |
| 4   | Track 4: Pretty Vaaaycunt          | Track 4: Pretty Vaaayc**t          | 31. Mai 2022               | 28. Sep. 2022                                  | Danny Boyle | Craig Pearce |
| 5   | Track 5: Nancy & Sid               | Track 5: Nancy and Sid             | 31. Mai 2022               | 28. Sep. 2022                                  | Danny Boyle | Craig Pearce |
| 6   | Track 6: Wer hat Bambi umgebracht? | Track 6: Who Killed Bambi?         | 31. Mai 2022               | 28. Sep. 2022                                  | Danny Boyle | Craig Pearce |